# Brandon Moss
Brandon Douglas Moss (né le 16 septembre 1983 à Loganville, Géorgie, États-Unis) est un joueur de premier but et voltigeur ayant évolué dans la Ligue majeure de baseball de 2007 à 2017. 

## Biographie

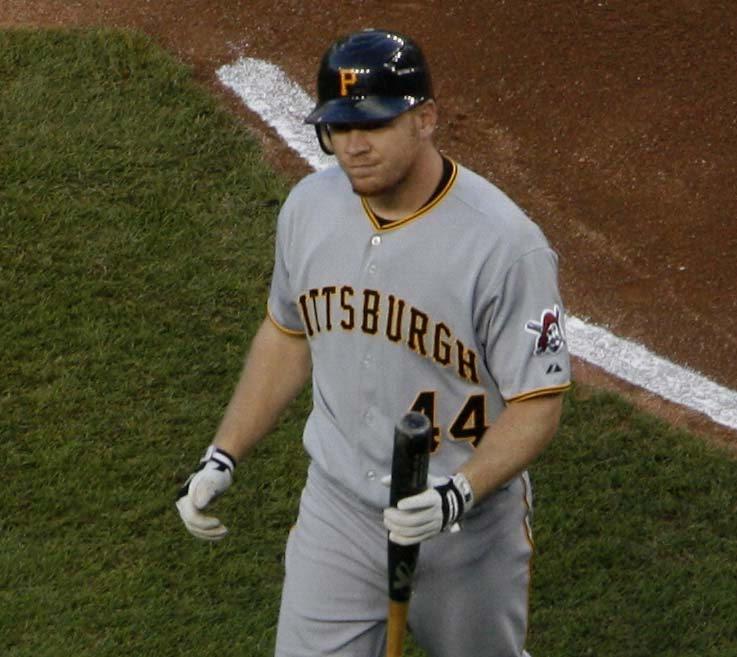
Moss en 2011 avec Pittsburgh.

Brandon Moss joue au baseball et au football américain pour son école secondaire, le Loganville High School à Loganville en Géorgie. Il est repêché le 4 juin 2002 par les Red Sox de Boston dès la fin de ses études secondaires.
Il joue pendant plus de cinq ans dans les clubs-école de l'organisation des Red Sox avant de débuter en Ligue majeure le 6 août 2007. Il joue 15 matchs à la fin de la saison pour 25 passages au bâton et 7 coups sûrs. 
Brandon Moss est aligné comme titulaire lors du match d'ouverture de la saison 2008 à la dernière minute en raison du forfait de J.D. Drew. Il frappe à l'occasion de cette rencontre son premier coup de circuit en Ligue majeure.
Il est transféré le 31 juillet 2008 aux Pirates de Pittsburgh à l'occasion d'un échange à trois clubs impliquant aussi les Red Sox et les Dodgers de Los Angeles, et au cours duquel Manny Ramirez et Jason Bay changent d'équipes.
Au départ de la saison 2009, il est titulaire en champ droit chez les Pirates. Il dispute 133 parties durant la saison, son plus grand nombre de matchs en une année depuis son entrée dans les majeures, et frappe pour,236 avec sept circuits et 41 points produits.
Moss ne joue que dix-sept parties avec Pittsburgh en 2010. Le 19 novembre, il rejoint les Phillies de Philadelphie, pour qui il dispute cinq parties en 2011.

### Athletics d'Oakland
Le 1er décembre 2011, il signe un contrat avec les A's d'Oakland. Il est l'un des 6 représentants des A's au match des étoiles 2014. Il est surtout utilisé au premier but par Oakland mais continue de patrouiller aussi à temps partiel le champ extérieur. En 147 matchs joués en 2014, il ne frappe que pour ,234 de moyenne au bâton mais est 2e chez les A's pour les circuits (25) et les points produits (81). Il est aussi cette année-là le joueur le plus souvent retiré sur des prises dans l'équipe (153 fois).

### Indians de Cleveland
Le 8 décembre 2014, Oakland échange Moss aux Indians de Cleveland contre Joe Wendle, un joueur de champ intérieur des ligues mineures.

### Cardinals de Saint-Louis
Le 30 juillet 2015, les Indians échangent Brandon Moss aux Cardinals de Saint-Louis contre le lanceur gaucher Rob Kaminsky.
Il frappe 28 circuits pour Saint-Louis en 2016.

### Royals de Kansas City
Le 1er février 2017, Moss signe un contrat de 12 millions de dollars pour deux saisons avec les Royals de Kansas City.